# Saison 3 de Nashville
Chronologie
Saison 2 Saison 4
Cet article présente les épisodes de la troisième saison de la série télévisée américaine Nashville.

## Généralités
- Le 8 mai 2014, ABC a renouvelé la série pour une troisième saison[1].
- Aux États-Unis, la saison est diffusée les mercredis à 22 h depuis le 24 septembre 2014 sur le réseau ABC.
- Au Canada, elle a été diffusée à partir de janvier 2015 sur Telelatino[2], et par la suite au cours de l'été 2015 sur Netflix.

## Synopsis
La série suit une chanteuse country légendaire en déclin, Rayna James. Ses producteurs lui offrent de se joindre à la tournée de Juliette Barnes, jeune et sexy, la nouvelle sensation du country. Mais Rayna refuse, et les conflits s'installent.

## Distribution

### Acteurs principaux
- Connie Britton (VF : Emmanuelle Bondeville) : Rayna Jaymes
- Hayden Panettiere (VF : Mélanie Dermont) : Juliette Barnes
- Clare Bowen (VF : Sophie Frison) : Scarlett O'Connor
- Chris Carmack : Will Lexington
- Will Chase : Luke Wheeler[3]
- Eric Close (VF : Michelangelo Marchese) : Teddy Conrad
- Charles Esten (VF : Erwin Grusnpan) : Deacon Claybourne
- Oliver Hudson : Jeff Fordham[3]
- Jonathan Jackson : Avery Barkley
- Sam Palladio : Gunnar Scott
- Lennon Stella : Maddie Conrad (récurrente saison 1, principale depuis saison 2)
- Maisy Stella : Daphne Conrad (récurrente saison 1, principale depuis saison 2)

### Acteurs récurrents
- Chaley Rose : Zoey Dalton (épisodes 1 à 9)
- Aubrey Peeples : Layla Grant
- David Alford : Bucky Dawes
- Ed Amatrudo (en) : Glenn Goodman
- Dana Wheeler-Nicholson : Beverly O'Connor
- Laura Benanti : Sadie Stone[4] (épisodes 2 à 17)
- Brette Taylor (en) : Pam York[5] (épisodes 3 à 7)
- Alexa PenaVega : Kiley Brenner[5]
- Moniqua Plante : Natasha[6] (épisodes 5 à 20)
- Nick Jandl : Dr Caleb Rand, petit-ami de Scarlett[7] (épisodes 11 à 22)
- Kyle Dean Massey (en) : Kevin Bicks[8] (épisodes 15 à 22)

### Acteurs secondaires et invités
- Kourtney Hansen (en) : Emily
- Keean Johnson : Colt Wheeler, fils de Luke
- Judith Hoag : Tandy Wyatt, sœur de Rayna (épisodes 1, 2, 10 et 11)
- Luke Bryan : lui-même[9] (épisode 2)
- Amy Robach : elle-même, Good Morning America (épisodes 2 et 6)
- Derek Hough : Noah West[10] (épisodes 3, 5 et 6)
- Mykelti Williamson : Terry George[11] (épisodes 5, 6, 7 et 9)
- Anthony Ruivivar : Brett Rivers, journaliste de Rolling Stone[12] (épisode 7)
- Sylvia Jefferies (en) : Jolene Barnes (épisode 8)
- Florida Georgia Line[13] (épisode 1)
- Trisha Yearwood : elle-même[14] (épisode 8)
- Christina Aguilera : Jade St. John[15] (épisodes 18 à 20)
- Rex Linn : Bill Lexington[16] (épisodes 21 et 22)

## Liste des épisodes

### Épisode 1:Moi sans toi
- États-Unis : 24 septembre 2014 sur ABC
- France : 24 février 2016 sur Série Club
- Québec : 26 mai 2016 sur MusiquePlus[17]

- États-Unis : 5,8 millions de téléspectateurs[18] (première diffusion)

- Chaley Rose (Zoey)
- Aubrey Peeples (Layla)
- Ed Amatrudo (Glenn Goodman)

- If It's Love (Will)
- I Know How to Love You Now (Deacon)
- Crazy (Juliette Barnes)
- Postcard from Mexico (Rayna & Deacon)
- Dirt par Florida Georgia Line & Deacon

### Épisode 2:Un rôle sur mesure
- États-Unis : 1er octobre 2014 sur ABC
- France : 24 février 2016 sur Série Club
- Québec : 2 juin 2016 sur MusiquePlus

- États-Unis : 5,34 millions de téléspectateurs[19] (première diffusion)

- Judith Hoag (Tandy Hampton)
- Chaley Rose (Zoey Dalton)
- Aubrey Peeples (Layla Grant)
- David Alford (Bucky Dawes)
- Kourtney Hansen (Emily)
- Laura Benanti (Sadie Stone)
- Amy Robach (elle-même)
- Luke Bryan (lui-même)

- When You Open Your Eyes (Scarlett & Gunnar)
- Tell that Devil (Juliette Barnes)
- Good Woman, Good to Me (Luke)
- This Time (Rayna)

### Épisode 3:T'oublier pour survivre
- États-Unis : 8 octobre 2014 sur ABC
- France : 24 février 2016 sur Série Club
- Québec : 9 juin 2016 sur MusiquePlus

- États-Unis : 5,61 millions de téléspectateurs[20] (première diffusion)

- Ed Amatrudo (Glenn Goodman)
- Chaley Rose (Zoey Dalton)
- Aubrey Peeples (Layla Grant)
- David Alford (Bucky Dawes)
- Kourtney Hansen (Emily)
- Laura Benanti (Sadie Stone)
- Brette Taylor (Pam York)
- Alexa PenaVega (Kiley York)

- Trouble Is (Juliette Barnes)
- When You Open Your Eyes (Gunnar)
- If Your Heart Can Handle It (Will & Layla)
- The Most Beautiful Girl in the World (Avery, Gunar & Zoey)
- Good Woman - Good to Me (Luke)
- The Most Beautiful Girl in the World (Avery)

### Épisode 4:La chasse est ouverte
- États-Unis : 15 octobre 2014 sur ABC
- France : 2 mars 2016 sur Série Club
- Québec : 16 juin 2016 sur MusiquePlus

- États-Unis : 5,02 millions de téléspectateurs[21] (première diffusion)

- Ed Amatrudo (Glenn Goodman)
- David Alford (Bucky Dawes)
- Kourtney Hansen (Emily)
- Chaley Rose (Zoey Dalton)
- Laura Benanti (Sadie Stone)
- Brette Taylor (Pam York)

- Joy Parade (Maddie & Daphne)
- The Night is Still Young (Deacon & Pam)
- Gasoline and Matches (Rayna & Sadie)

### Épisode 5:Sur la route
- États-Unis : 22 octobre 2014 sur ABC
- France : 2 mars 2016 sur Série Club
- Québec : 23 juin 2016 sur MusiquePlus

- États-Unis : 5,37 millions de téléspectateurs[22] (première diffusion)

- Chaley Rose (Zoey Dalton)
- Aubrey Peeples (Layla Grant)
- Ed Amatrudo (Glenn Goodman)
- Kourtney Hansen (Emily)
- Brette Taylor (Pam York)
- Derek Hough (Noah West)
- David Alford (Bucky Dawes)
- Laura Benanti (Sadie Stone)
- William Neenan (Director)
- Alexa PenaVega (Kiley York)

- Red Flag (Scarlett)
- Good Love (Layla)
- Tell that Devil (Juliette Barnes / Zoey)

### Épisode 6:À cœur ouvert
- États-Unis : 29 octobre 2014 sur ABC
- France : 2 mars 2016 sur Série Club
- Québec : 30 juin 2016 sur MusiquePlus

- États-Unis : 5,59 millions de téléspectateurs[23] (première diffusion)

- Chaley Rose (Zoey Dalton)
- Aubrey Peeples (Layla Grant)
- Ed Amatrudo (Glenn Goodman)
- David Alford (Bucky Dawes)
- Brette Taylor (Pam York)
- Derek Hough (Noah West)
- Alexa PenaVega (Kiley Brenner)
- Laura Benanti (Sadie Stone)
- Ric Reitz (Dr Richards)
- Mykelti Williamson (Terry)
- Sara Evans (elle-même)
- Amy Robach (elle-même)
- Robin Roberts (elle-même)

- Storms Comin' (Terri)
- Put My Heart Down par Sara Evans (et Luke)
- Breathe In (Deacon)

### Épisode 7:Home sweet home
- États-Unis : 12 novembre 2014 sur ABC
- France : 9 mars 2016 sur Série Club
- Québec : 7 juillet 2016 sur MusiquePlus

- États-Unis : 5,66 millions de téléspectateurs[24] (première diffusion)

- Chaley Rose (Zoey Dalton)
- Aubrey Peeples (Layla Grant)
- David Alford (Bucky Dawes)
- Kourtney Hansen (Emily)
- Brette Taylor (Pam York)
- Alexa PenaVega (Kiley Brenner)
- Tom Bergeron (lui-même, présentateur de DWTS)
- Mykelti Williamson (Terry)
- Anthony Ruivivar (Brett Rivers)

- Lies of the Lonely (Rayna)
- Blind (Layla)
- Disappear (Juliette)

### Épisode 8:Concurrence exacerbée
- États-Unis : 19 novembre 2014 sur ABC
- France : 9 mars 2016 sur Série Club
- Québec : 14 juillet 2016 sur MusiquePlus

- États-Unis : 5,52 millions de téléspectateurs[25] (première diffusion)

- Chaley Rose (Zoey Dalton)
- Aubrey Peeples (Layla Grant)
- Kourtney Hansen (Emily)
- Laura Benanti (Sadie Stone)
- Gunnar Sizemore (Micah Brenner)
- Moniqua Plante (Natasha)
- Sylvia Jefferies (Jolene Barnes)
- Trisha Yearwood (elle-même)
- Joe Nichols (lui-même)
- Kimberly Perry (The Band Perry)
- Neil Perry (The Band Perry)
- Reid Perry (The Band Perry)

- If Your Heart Can Handle It (Will et Layla)
- You Can't Stop Me (Sadie)

### Épisode 9:Histoires d'ex
- États-Unis : 3 décembre 2014 sur ABC
- France : 9 mars 2016 sur Série Club
- Québec : 21 juillet 2016 sur MusiquePlus

- États-Unis : 5,29 millions de téléspectateurs[26] (première diffusion)

- Chaley Rose (Zoey Dalton)
- Aubrey Peeples (Layla Grant)
- David Alford (Bucky Dawes)
- Kourtney Hansen (Emily)
- Laura Benanti (Sadie Stone)
- Mykelti Williamson (Terry)

- Baby It's Cold Outside (Rayna et Luke)
- Storm's Comin' (Terry)
- Borrow My Heart (Scarlett , Gunnar et Avery)

### Épisode 10:Seconde chance
- États-Unis : 10 décembre 2014 sur ABC
- France : 16 mars 2016 sur Série Club
- Québec : 28 juillet 2016 sur MusiquePlus

- États-Unis : 5,65 millions de téléspectateurs[27] (première diffusion)

- Judith Hoag (Tandy Hampton)
- Aubrey Peeples (Layla Grant)
- Laura Benanti (Sadie Stone)

- Ball & Chain (Luke, Deacon & Will)
- We Got a Love (Daphne et Maddie)

### Épisode 11:Rêves déçus
- États-Unis : 4 février 2015 sur ABC
- France : 16 mars 2016 sur Série Club
- Québec : 4 août 2016 sur MusiquePlus

- États-Unis : 5,05 millions de téléspectateurs[28]

- Judith Hoag (Tandy Hampton)
- Aubrey Peeples (Layla Grant)
- Laura Benanti (Sadie Stone)
- David Alford (Bucky Dawes)
- Gunnar Sizemore (Micah Brenner)
- Keann Johnson (Colt Wheeler)
- Briana Venskus (Gina)
- Nick Jandl (Dr Caleb Rand)

- Roots and Wings (Gunnar et Micah)
- If I Drink This Beer (Luke)
- It's On Tonigh (Luke)

### Épisode 12:Les liens du sang
- États-Unis : 11 février 2015 sur ABC
- France : 23 mars 2016 sur Série Club
- Québec : 11 août 2016 sur MusiquePlus

- États-Unis : 5,18 millions de téléspectateurs[29] (première diffusion)

- Ed Amatrudo (Glenn Goodman)
- David Alford (Bucky Dawes)
- Dana Wheeler-Nicholson (Beverly)
- Laura Benanti (Sadie Stone)
- Nick Jandl (Dr Caleb Rand)
- Pam Tillis (elle-même)
- Mario López (lui-même)
- Tracey Edmonds (elle-même)
- Charissa Thompson (elle-même)

- No One Will Ever Love You (Rayna et Deacon)
- Friend of Mine (Deacon et Beverly)
- Real Life (Rayna, Daphne et Maddie)

### Épisode 13:Trahisons
- États-Unis : 18 février 2015 sur ABC
- France : 23 mars 2016 sur Série Club4
- Québec : 18 août 2016 sur MusiquePlus

- États-Unis : 4,72 millions de téléspectateurs[30] (première diffusion)

- Aubrey Peeples (Layla)
- David Alford (Bucky Dawes)
- Laura Benanti (Sadie Stone)
- Mario Van Peebles (Henry Benton)
- Nick Jandl (Dr Caleb Rand)
- Rebecca Tilney (Valerie Cheng)

### Épisode 14:Séisme
- États-Unis : 25 février 2015 sur ABC
- France : 23 mars 2016 sur Série Club
- Québec : 25 août 2016 sur MusiquePlus

- États-Unis : 4,86 millions de téléspectateurs[31] (première diffusion)

- Aubrey Peeples (Layla)
- David Alford (Bucky)
- Kourtney Hansen (Emily)
- Laura Benanti (Sadie Stone)
- Moniqua Plante (Natasha)
- Nick Jandl (Dr Caleb Rand)
- Blair Garner (lui-même)
- Terri Clark (elle-même)
- Chuck Wicks (lui-même)

- I'm On It (Will)
- World On Time (Scarlett, Gunnar et Avery)

### Épisode 15:Ainsi va l'amour
- États-Unis : 4 mars 2015 sur ABC
- France : 30 mars 2016 sur Série Club
- Québec : 1er septembre 2016 sur MusiquePlus

- États-Unis : 5,31 millions de téléspectateurs[32] (première diffusion)

- Aubrey Peeples (Layla Grant)
- David Alford (Bucky Dawes)
- Laura Benanti (Sadie Stone)
- Moniqua Plante (Natasha)
- Scott Reeves (Noel Laughlin)
- Lorrie Morgan (elle-même)
- Kyle Dean Massey (Kevin Bicks)
- Vince Gill (lui-même)
- Robin Roberts (elle-même)
- Nick Jandl (Dr Caleb Rand)

- Heart On Fire (Daphne et Maddie)
- The Rivers Between Us (Rayna et Deacon)

### Épisode 16:Des joies et des larmes
- États-Unis : 1er avril 2015 sur ABC
- France : 30 mars 2016 sur Série Club
- Québec : 8 septembre 2016 sur MusiquePlus

- États-Unis : 5,05 millions de téléspectateurs[33] (première diffusion)

- Aubrey Peeples (Layla)
- Laura Benanti (Sadie Stone)
- Moniqua Plante (Natasha)
- Kyle Dean Massey (Kevin Bicks)
- Nick Jandl (Dr Caleb Rand)
- Jay Wilkison (Pete Collins)

- My Song (Scarlett, Gunnar et Avery)

### Épisode 17:Contre la montre
- États-Unis : 8 avril 2015 sur ABC
- France : 6 avril 2016 sur Série Club
- Québec : 15 septembre 2016 sur MusiquePlus

- États-Unis : 4,61 millions de téléspectateurs[34] (première diffusion)

- Ed Amatrudo (Glenn Goodman)
- David Alford (Bucky Dawes)
- Kourtney Hansen (Emily)
- Laura Benanti (Sadie Stone)
- Moniqua Plante (Natasha)
- Ron Pope (lui-même)
- Jay Wilkison (Pete Collins)

- Longer (Scarlett, Gunnar et Avery)

### Épisode 18:La maladie des secrets
- États-Unis : 15 avril 2015 sur ABC
- France : 6 avril 2016 sur Série Club
- Québec : 22 septembre 2016 sur MusiquePlus

- États-Unis : 4,62 millions de téléspectateurs[35] (première diffusion)

- Christina Aguilera (Jade St. John)
- Aubrey Peeples (Layla)
- Ed Amatrudo (Glenn Goodman)
- David Alford (Bucky Dawes)
- Keean Johnson (Colt Wheeler)
- Moniqua Plante (Natasha)
- Kyle Dean Massey (Kevin Bicks)
- Nick Jandl (Dr Caleb Rand)

### Épisode 19:Veillée d'armes
- États-Unis : 22 avril 2015 sur ABC
- France : 6 avril 2016 sur Série Club
- Québec : 29 septembre 2016 sur MusiquePlus

- États-Unis : 5,32 millions de téléspectateurs[36] (première diffusion)

- Christina Aguilera (Jade St. John)
- Aubrey Peeples (Layla)
- Ed Amatrudo (Glenn Goodman)
- David Alford (Bucky Dawes)
- Kevin Bicks (Kyle Dean Massey)
- Nick Jandl (Dr Caleb Rand)

### Épisode 20:Avec le temps...
- États-Unis : 29 avril 2015 sur ABC
- France : 13 avril 2016 sur Série Club
- Québec : 6 octobre 2016 sur MusiquePlus

- États-Unis : 4,7 millions de téléspectateurs[37] (première diffusion)

- Christina Aguilera (Jade St. John)
- Aubrey Peeples (Layla)
- Ed Amatrudo (Glenn Goodman)
- David Alford (Bucky Dawes)
- Jason Douglas (Dashell Brinks)
- Alexa PenaVega (Kiley Brenner)
- Dana Wheeler-Nicholson (Beverly)
- Keean Johnson (Colt Wheeler)
- Moniqua Plante (Natasha)
- Kyle Dean Massey (Kevin Bicks)
- Nick Jandl (Dr Caleb Rand)

### Épisode 21:La course aux labels
- États-Unis : 6 mai 2015 sur ABC
- France : 13 avril 2016 sur Série Club
- Québec : 13 octobre 2016 sur MusiquePlus

- États-Unis : 4,99 millions de téléspectateurs[38] (première diffusion)

- Rex Linn (Bill Lexington)
- Aubrey Peeples (Layla)
- Ed Amatrudo (Glenn Goodman)
- David Alford (Bucky Dawes)
- Jason Douglas (Dashell Brinks)
- Alexa PenaVega (Kiley Brenner)
- Dana Wheeler-Nicholson (Beverly)
- Kyle Dean Massey (Kevin Bicks)
- Nick Jandl (Dr Caleb Rand)
- Tony Sears (Senator Richard Stern)

### Épisode 22:Incertitudes
- États-Unis : 13 mai 2015 sur ABC
- France : 13 avril 2016 sur Série Club
- Québec : 20 octobre 2016 sur MusiquePlus

- États-Unis : 4,65 millions de téléspectateurs[39] (première diffusion)

- Aubrey Peeples (Layla)
- Ed Amatrudo (Glenn Goodman)
- David Alford (Bucky Dawes)
- Jason Douglas (Dashell Brinks)
- Rex Linn (Bill Lexington)
- Alexa PenaVega (Kiley Brenner)
- Dana Wheeler-Nicholson (Beverly)
- Kyle Dean Massey (Kevin Bicks)
- Nick Jandl (Dr Caleb Rand)